# Departamento de Tomé
| Departamento de Tomé      | Departamento de Tomé       |
| ------------------------- | -------------------------- |
| Cabecera:                 | Tomé                       |
| Superficie:               | km²                        |
| Habitantes:               | hab                        |
| Densidad:                 | hab/km²                    |
| Comunas/ Subdelegaciones: | - Tomé - Coelemu - Ránquil |
| Ubicación                 |                            |
|                           |                            |

El Departamento de Tomé es una antigua división territorial de Chile, que pertenecía a la Provincia de Concepción. La cabecera del departamento fue Tomé. Tiene sus orígenes en el Departamento de Coelemu.

## Límites
El Departamento de Tomé limitaba:
- al norte con el río Itata y el Departamento de Itata.
- al oeste con el Océano Pacífico
- al sur con el Departamento de Concepción.
- Al este con el Departamento de Yumbel y el Departamento de Bulnes

## Administración
La administración estuvo en Tomé a cargo de un Gobernador Departamental con residencia en Tomé, primeramente el edificio de la Gobernación se encontraba en la calle Diego Portales #66 en una gran casona que servía en su primer nivel como Gobernación y en su segunda planta como Casa del Gobernador, casona que actualmente es propiedad de la familia Vilches Salazar, para luego durante el periodo del Gobernador Juan Francisco Chandía Galdámez a inicios de la década de 1950, la Gobernación fue trasladada a la calle Ignacio Serrano en el actual edificio que ocupa Correos de Chile, varios servicios públicos y departamentos municipales. 
| Nombre                    | Período   |
| ------------------------- | --------- |
| Remígio Nogueira          | 1853-1861 |
| Casimiro Vega y Maldonado | 1861-1871 |
| Carlos Ramón Ovalle       | 1886-1891 |
| José Miguel Rodríguez     | 1891-1896 |
| Humberto Anciani          | 1896-1901 |
| Victor Vega Villarreal    | 1901-1906 |
| Mateo Roa                 | 1906-1910 |
| Alberto Arriagada         | 1910-1915 |
| Ignacio Franco Honorato   | 1915-1920 |
| Ignacio Bustos            | 1920-1925 |
| Alberto Arriagada         | 1925-1927 |
| José Antonio Guerra       | 1927-1931 |
| Enrique Gaete Mackay      | 1931-1932 |
| Armando Vaillant          | 1932-1938 |
| Anibal Barra Repólito     | 1938-1946 |
| Juan Chandia Galdámez     | 1946-1952 |
| Raúl Anciani Pedreros     | 1952-1958 |
| Raúl Valenzuela           | 1958-1964 |
| Hector Aravena Rojas      | 1964-1970 |
| Juan Lavín Bravo          | 1970-1972 |
| Jaime Vega Reyes          | 1972-1973 |
| Emilio Muñoz García       | 1973      |

## Comunas y subdelegaciones (1927)
Con el DFL 8583 del 30 de diciembre de 1927 se crean las comunas y subdelegaciones con los siguientes territorios:
- Tomé, que comprende las antiguas subdelegaciones 1.a Tomé, 2.a Collén, 9.a Conuco, 10.a Rafael y 11.a Roa, y los distritos 1.° Vega de Itata, 2° Granero, 6.° Perales, 7.° Purema y 8.° Pudá, de la antigua subdelegación 3.a Vega de Itata.
- Coelemu, que comprende las antiguas subdelegaciones 4.a Coelemu, 5.a Batuco, 6a Coleral, 7.a Ránquil y 8.a Guarilihue y los distritos 3.° Meipo, 4.° Montenegro y 5.° Chupallar, de la antigua subdelegación 3.a Vega de Itata.

Posteriormente se crea la Comuna y Subdelegación de Ránquil.